# Принципи
Принци́пи (від лат. princeps — перший) — в армії Стародавнього Риму — воїни другої лінії важкої піхоти римського легіону в IV—II ст. до н. е. Спочатку з другого майнового класу, мали захисне озброєння, довгі списи і мечі, становили першу лінію в бойовому порядку (звідси назва); з III століття до н. е. — Воїни 30-40 років, озброєні мечами і пілумами (короткі метальні списи), що розташовувалися у другій лінії; після другої Пунічної війни ставилися знову в першій лінії.

## Принципи у складі легіону
Згідно з Полібієм та Лівієм, у складі легіону знаходилося рівну кількість принципів і гастатів. Після військової реформи Камілла легіон з 4200 чоловік включав 10 маніпул принципів по 120 чоловік. Кожна маніпула ділилася на дві центурії під командуванням центуріона.

## Озброєння і тактика
Принципи були озброєні метальними списами (пілумами) і традиційним коротким мечем — гладіусом. Решту екіпіровки вони купували за свої кошти: зазвичай вона включала в себе великий прямокутний щит (скутум), бронзовий шолом та кольчугу-лорика гамата.
Згідно з Лівієм, принципи вступали в бій, якщо гастатам не вдавалося рішучим натиском зламати опір ворога. У цьому випадку вони організовано відходили за лінію принципів, де знаходився значок легіону, а маніпула принципів організовували суцільну лінію і атакували противника. Якщо атака принципів не давала результату, вони відходили за третю лінію тріаріїв.
Після реформи Марія принципи увійшли до складу когорти, зберігши свій титул, однак втративши особливе озброєння.